# 433 f.Kr.

## Händelser

### Efter plats

#### Grekland
- Dekorationerna av Parthenon färdigställs.
- Perikles genomdriver en allians mellan Aten och Korkyra (Korfu), Joniska havets starka sjömakt, som är Korinths bittra fiende. På grund av detta intervenerar Aten i dispyten mellan Korinth och Korkyra och i slaget vid Sybota spelar en liten kontingent atenska fartyg en avgörande roll, när den korinthiska flottan hindras från att erövrar Korkyra. Efter detta lägger Aten Potidaia, som är tributskyldigt till Aten, men koloni till Korinth, under belägring.
- Då korinthierna är upprörda över Atens handlingar försöker de få Sparta att handla mot Aten. Bakom denna vädjan står även Megara (som drabbas hårt av Perikles ekonomiska sanktioner) och av Egina (som beskattas hårt av Perikles och som har vägrats självstyre).
- Perikles förnyar allianserna med Rhegium i Italiens sydvästra hörn och Leontini på sydöstra Sicilien, vilket hotar Spartas mattransportväg från ön.

### Efter ämne

#### Konst
- En uppsättning på 65 klockor i Markis Yi av Zengs grav (Zhoudynastin) i Suixian i Hubei, tillverkas. Den förvaras numera på Hubeis provinsmuseum i Wuhan.

## Avlidna
- 3 maj – Zeng-hou-yi, markis av Zeng.